# 昭和経済研究所
一般財団法人昭和経済研究所（しょうわけいざいけんきゅうしょ）は、日本経済の環境変化について研究などを行っている研究団体。元経済産業省所管。

## 概要
- 所在：東京都新宿区高田馬場4-1-7　市川ビルデンス405
- 設立：1948年7月24日
- 理事長：倉田信靖

## 事業
- 日本経済およびその環境変化に関する調査および研究、外関係機関などとの交流および協力などを行うことにより、もって我が国経済の発展および国民生活の向上に寄与することを目的とする。